# Brouwerij Heusden
Brouwerij Kareltje Heusden is een Nederlandse onafhankelijke microbrouwerij in Heusden in de provincie Noord-Brabant.

## Geschiedenis
De microbrouwerij en het brouwcafé werden in 2002 opgericht door hobbybrouwer Theo Van Loon en zijn echtgenote Annet. In 2007 verhuisde de brouwerij naar de huidige locatie en werd de brouwcapaciteit uitgebreid naar 175 liter per brouwsel. De brouwerij bevindt zich op de eerste verdieping van stadsherberg "Kareltje". Sinds 2009 gebeurt het brouwen ook in samenwerking met andere kleine brouwerijen in Brabant. Naast bieren worden er ook likeuren en jenevers gemaakt.

## Bieren
- Kareltje Blond, blond bier met een alcoholpercentage van 5%
- Kareltje Wit, witbier met een alcoholpercentage van 5%
- Kareltje Amber, amberkleurig bier met een alcoholpercentage van 5%
- Kareltje Kanjer, bier met een alcoholpercentage van 6%[1]